# Fernando Gertel
Fernando Mario Gertel fue un militante argentino del Partido Revolucionario de los Trabajadores (PRT) de origen polaco-judío. Fue secretario y enlace del buró político del PRT. Fue secuestrado ilegalmente el 19 de julio de 1976 durante la última dictadura militar argentina y se encuentra desaparecido desde entonces.  

## Orígenes y militancia
Hijo de David Gertel, un religioso judío polaco y su compañera Clara Diament, una mujer de ideas comunistas, lograron escapar de Polonia antes de la invasión nazi de septiembre de 1939, huyendo hacia la Argentina. Los Gertel fueron los únicos miembros de sus respectivas familias que lograron salvarse de morir en los campos de concentración nazis. David y Clara tuvieron 2 hijos, Fernando y Ángel Gertel. La familia Gertel tenía ideas sionistas de izquierda. Clara con sus ideas comunistas fue quien ejerció una influencia mayor en las ideas de sus dos hijos.
Fernando Gertel nació el 26 de enero de 1947 en la ciudad de Mendoza. Terminados sus estudios secundarios comenzó a estudiar Ciencias Económicas en la UBA en el año de 1966. Fernando militaba en agrupaciones sionistas. Justamente el primer año en su carrera coincide con el golpe de Estado de Juan Carlos Onganía y su consiguiente política represiva hacia las universidades. En aquel año deja su militancia en las agrupaciones juveniles sionistas para hacerlo dentro de la izquierda. De esa manera se termina incorporando al PRT, donde todos lo conocían como “Barba”. Era una persona sumamente alegre, simpático, no le gustaba bailar y era hincha del club deportivo River Plate. Apasionado de la lectura, Fernando devoraba los textos marxistas y tenía una formación ideológica muy sólida. Combinaba sus estudios con un empleo de ayudante en un estudio contable.

## Prisión de Gertel y masacre de Trelew
A principios de 1970 es detenido y torturado durante par de días y  luego es encarcelado en el penal de Rawson junto a importantes dirigentes del partido. Cuenta la compañera de Fernando Gertel una anécdota sobre su suegra: “Visitando a sus hijos y ayudando a los presos, Clarita, quien no llegaba al metro cincuenta de estatura, se hizo conocida en las cárceles argentinas. Cierta vez trepó a un banquito para hacerse escuchar por el director de un penal. El hombre era muy alto y ella quería comunicarle las reivindicaciones de los detenidos políticos... “Yo habla todo idioma, yo soy argentina y habla muy bien argentina”, decía”. El 15 de agosto de 1972 los presos políticos tomaron el penal de Trelew, Fernando estaba en el grupo de los que se quedaron en el penal. Luego de la tristeza al enterarse de la masacre de sus compañeros el 22 de agosto de 1972 y las represalias de los militares, Fernando fue trasladado a la penitenciaria de Resistencia, provincia de Chaco. A pesar de que la justicia lo terminó declarando inocente siguió preso debido  al estado de sitio. Se acoge a la opción de exiliarse y logra salir del país hacia Chile donde gobernaba Salvador Allende.

## Retorno a Argentina
Al poco tiempo de asumir Cámpora el 25 de mayo de 1973, Fernando vuelve al país.  Fernando Gertel abandonó sus estudios universitarios e ingresó a trabajar en el diario El Mundo, un diario editado por el PRT entre agosto de 1973 y marzo de 1974 que llegó a vender 150.000 ejemplares diarios. Unos meses después Fernando Gertel conoce a Diana Cruces, quien sería  su compañera. Cruces estudiaba psicología y trabajaba como maestra. En 1974 se van a vivir juntos y nace su hijo Guillermo.
Cuenta Diana Cruces acerca de la relación: “Era un vínculo muy fuerte el que teníamos. Fue el único hombre del que tuve un hijo. ¡Yo estaba muy enamorada! Tenía 21 años y él 27... Era un tipo brillante. Un día de diciembre tuve la confirmación del embarazo que habíamos buscado. Le di la noticia a Fernando minutos antes de que la policía irrumpiera en el departamento y me detuviera en virtud del recién declarado estado de sitio (él pudo escapar por el balcón)”. “Durante el tiempo que estuvo a nuestro lado fue el mejor padre, el más amoroso. En aquella época los pañales descartables eran un lujo exótico. Mis pañales son los más blancos, se ufanaba Fernando lavando a conciencia los clásicos de lienzo. Poco antes de su secuestro empezó a preocuparse porque con once meses Guillermito todavía no caminaba. Y en medio de los continuos sobresaltos de su peligrosa militancia, se dedicó a estimular a nuestro hijo.”
Fernando Gertel  llegó a ser el secretario y enlace del buró político del PRT. También se ocupaba de las finanzas del partido. El 8 de diciembre de 1975 su hermano Ángel  Salomón “Petete” Gertel, psicólogo y militante del PRT-ERP fue secuestrado y  se encuentra desaparecido. Hay testigos que lo vieron en Campo de Mayo.

## Desaparición de Fernando Gertel
Fernando Gertel tenía 29 años cuando lo secuestraron, la tarde del 19 de julio de 1976, en un bar de la localidad de San Antonio de Padua, al noroeste del Gran Buenos Aires, donde estaba citado con un compañero de militancia del PRT.   La cita estaba "envenenada". Relató su compañera  Diana Cruces aquel momento:“¡Se los llevaron! Se los llevaron los militares!” - gritaba parte de la gente arremolinada en el lugar.
Antes de ser secuestrado Gertel avisó a su partido que el encuentro con el enlace de Montoneros previsto en el marco de la unión  de  las organizaciones politico-militares ,el PRT-ERP, Montoneros y OCPO,   no se había concretado debido a la caída  del  mismo. 
Diana Cruces partió al exilio donde se concentró en la denuncia del terrorismo de Estado: “Tiempo después, Clarita y su marido (los padres de Fernando) marcharon a un nuevo exilio, esta vez en Europa. Los precedimos con mi pequeño Guillermo.” “Cuando llegué a París empecé a trabajar en el Comité Argentino de Solidaridad y fundamos con Claudia Lareu, Matilde Herrera y otras personas, la Comisión de Familiares de Desaparecidos, que es la primera comisión de familiares que se formó en el exterior. Ahí ya eran rutina las presentaciones. Digo “rutina” bien ¿no...? Es como un protocolo, presentamos, viajamos a Ginebra, expusimos los casos ante la Cruz Roja, ante todos los organismos como Amnesty, CIMADH, todas las instituciones internacionales que ya ni siquiera puedo nombrar porque son tantas...Todo lo que había por hacer, se hizo.”. Diana Cruces falleció el 31 de enero de 2017.